# Вайдман, Леонид Львович
Леонид Львович Вайдман (1940—2008) — советский, затем немецкий русскоязычный журналист и писатель. Заслуженный работник культуры Казахской ССР (1985). Работал под псевдонимом Вилли Вайде.

## Биография
Родился 1 мая 1940 года в Талды-Кургане в семье депортированных из Волыни немцев.
После окончания в 1957 году средней школы работал в издательстве «Красное знамя». Окончил Казахский государственный университет (вечернее отделение) и перешел на работу в газету немецкоязычную газету Казахстана «Фройндшафт» («Дружба»), впоследствии стал её главным редактором. В конце 1980-х годов работал в газете «Казахстанская правда», занимал должность заведующего идеологическим отделом газеты.
Дважды лауреат премии Союза журналистов Казахстана (1965 и 1988) и премии Союза журналистов СССР (1990) за серию статей по актуальным проблемам современной этнологии «Конфискация Родины (крымские татары)», «Нахчо (накануне первой чеченской войны)», «Не древний, но грек (депортация греков в Казахстан)», «Истина стоит жизни (Российская колонизация Казахстана)», «Атаман Гольков (о сибирских казаках)».
Заслуженный работник культуры Казахской ССР (1985).
В 1993—1995 годах главный редактор альманаха «Феникс».
В 1995 году уехал на постоянное место жительство в Германию.
Выпустил четыре сборника очерков — «Записки репортёра», «Скажи, кто твой друг?», «Поцелуй Иуды», «Миг между прошлым и будущим».
Повесть «Серый туман на рассвете» издательством «Жалын» была включена в сборник «В степном краю».
Умер 18 января 2008 года.

## Книги
- Вайдман Л. Л. Поцелуй Иуды. — Алма-Ата : Казахстан, 1976. — 136 с.
- Вайдман. Запрещенный народ. Роман. Феникс, № 10-12